# عطا محمد نور
عطا محمد نور (مواليد 1964) هو سياسي أفغاني وعسكري سابق، شغل منصب حاكم ولاية بلخ من 2004 حتى 25 يناير 2018.